# Sainte-Savine (tổng)
Tổng Sainte-Savine là một tổng của Pháp nằm ở tỉnh Aube trong vùng Grand Est.
Tổng này được tổ chức xung quanh Sainte-Savine ở quận Troyes. 

## Hành chính
| Giai đoạn | Ủy viên          | Đảng      | Tư cách |
| --------- | ---------------- | --------- | ------- |
| 2008-2014 | Jean-Marc Massin | Les Verts |         |
| 2001-2008 | Jean-Marc Massin | Les Verts |         |

## Các đơn vị hành chính
Tổng Sainte-Savine bao gồm 5 xã với dân số 14 957 người (điều tra năm 1999, dân số không tính trùng).
| Xã                  | Dân số | Mã bưu chính | Mã insee |
| ------------------- | ------ | ------------ | -------- |
| Macey               | 742    | 10300        | 10211    |
| Montgueux           | 372    | 10300        | 10248    |
| La Rivière-de-Corps | 2 952  | 10440        | 10321    |
| Sainte-Savine       | 10 125 | 10300        | 10362    |
| Torvilliers         | 766    | 10440        | 10381    |

## Thông tin nhân khẩu
| 1962                                                     | 1968   | 1975   | 1982   | 1990   | 1999   |
| -------------------------------------------------------- | ------ | ------ | ------ | ------ | ------ |
| 12 829                                                   | 13 352 | 12 998 | 12 913 | 13 977 | 14 957 |
| Nombre retenu à partir de 1962 : dân số không tính trùng |        |        |        |        |        |